# Soto del Barco
Soto del Barco is een gemeente in de Spaanse provincie en regio Asturië met een oppervlakte van 35,34 km². Soto del Barco telt 3.940 inwoners (1 januari 2016).

## Demografische ontwikkeling
Bron: INE, 1857-2011: volkstellingen